# Jonquerets-de-Livet
Jonquerets-de-Livet (également nommée Les Jonquerets-de-Livet non officiellement) est une ancienne commune française, située dans le département de l'Eure en région Normandie, devenue le 1er janvier 2016 une commune déléguée au sein de la commune nouvelle de Mesnil-en-Ouche.

## Géographie
Village du pays d'Ouche.

## Toponymie
Le nom de la commune aurait dû être les Jonquerets-de-Livet avec l'article défini pluriel.
Nom formé par la réunion des deux anciennes communes : Les Jonquerets et Livet-en-Ouche en 1845, jadis Livet. Le déterminant complémentaire -en-Ouche a été ajouté pour signifier sa localisation dans le pays d'Ouche et faire la distinction d'avec Livet-sur-Authou, autre commune de l'Eure.
Jonquerets est attesté sous la forme les Junchereiz vers 1209 : lieu où poussent des joncs, les « jonqueraies ».
Livet est attesté sous la forme Lived XIe siècle : lieu où poussent des ifs, l'« ivaie », avec agglutination de l'article défini. Les toponymes de ce type semblent être caractéristiques de l'Ouest de la France, plusieurs exemples dans l'Eure, le Calvados, l'Orne, la Sarthe et la Mayenne.
Aujourd'hui, Livet constitue un écart de la commune de Jonquerets-de-Livet.

## Histoire

### La famille de Livet
De noblesse d'épée, la famille de Livet appartient aux familles éteintes de la noblesse française et son patronyme est mentionné dans les premiers documents référencés en Normandie. Tenants féodaux de la baronnie de la famille de Ferrières (possessionnée autour de Ferrières-Saint-Hilaire), les Livet étaient originaires de Livet-en-Ouche et portaient ordinairement : "d'azur, à trois molettes d'or, posées deux en chef et une en pointe."
Une branche de cette maison, passée dès 1066 en Angleterre à la suite des Ferrières, tout comme les Curzon (de Notre-Dame-de-Courson) et les Baskerville (de Basqueville, c'est-à-dire Bacqueville-en-Caux), a depuis vu son patronyme anglicisé sous les formes Levett, Levet, Lyvet, Livett, Leavett, delivett, etc. Pour sa part, la branche demeurée en Normandie a compté autant de chevaliers, dont Jean de Livet, chevalier banneret, porte-étendard du roi Philippe II en 1215, qui prit part aux premières croisades, que de membres du clergé, dont Guillaume de Livet, chanoine du chapitre de la cathédrale Notre-Dame de Rouen et juge au procès de Jeanne d'Arc, et Robert de Livet, qui excommunia le Roi Henri V d'Angleterre pendant le siège de Rouen, ce qui lui valut d'être emprisonné en Angleterre pendant cinq ans.

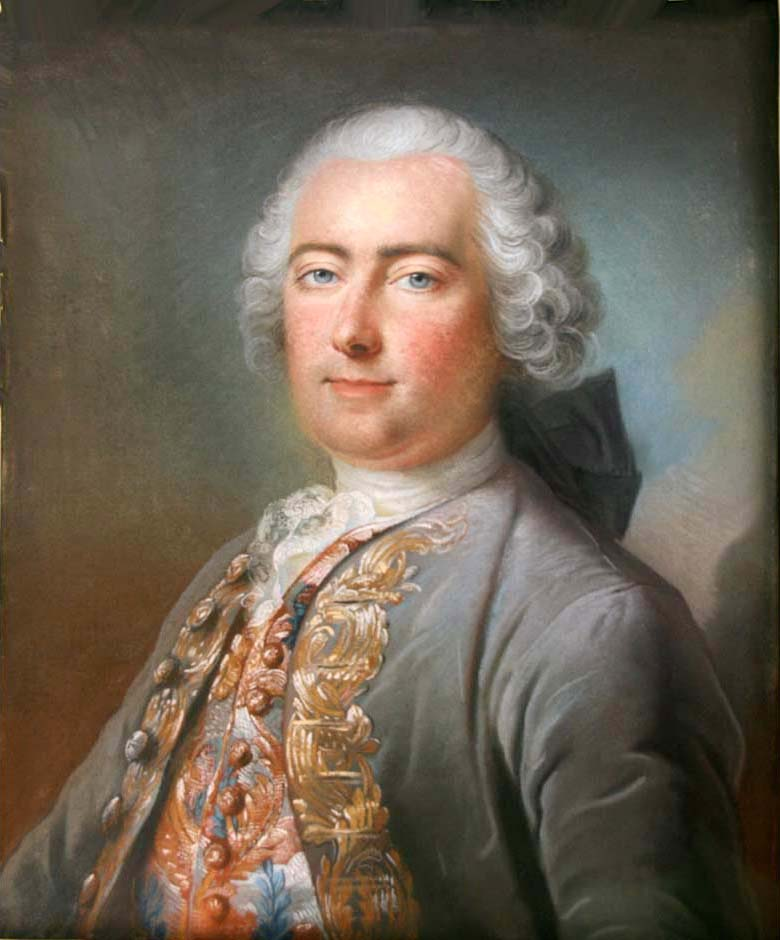
Louis-François de Livet, chevalier, marquis de Barville, inhumé en 1789 à Bazoques, 1766.

La branche normande des Livet s'est divisée en 3 rameaux distincts :
1°) le rameau des marquis de Barville,,, dont plusieurs membres furent immortalisés avec leurs armoiries au registre inférieur d'un tableau d'autel offert au XVIIe siècle à l'église paroissiale Notre-Dame de Barville, qui représente également saint François, saint Dominique et la Vierge intercédant auprès du Christ en leur faveur, et qui fut classé monument historique le 24 mai 1973 ; 2°) un rameau qui, possédant à titre héréditaire le contrôle des rivières et voies d'eau de Normandie dès le XIIIe siècle, porta en son blason une ancre marine ; 3°) le rameau des seigneurs d'Arentot, aujourd'hui Arantot près d'Ourville-en-Caux, illustrée par Georges de Livet, tué à la bataille d'Azincourt le 25 octobre 1415, et qui s'est éteinte en 1924 en ligne masculine, en la personne du comte Constantin Augustin Robert de Lyvet, maire d'Ourville.

### La maison de Guiry
D'extraction chevaleresque, et des plus anciennes de France, la maison de Guiry, aujourd'hui éteinte, fut maintenue noble le 20 février 1668. Outre les fiefs d’Acqueville, Chaumont et Roussières, elle posséda dans le Vexin Français, aux confins de l'Île-de-France et de la Picardie, les fiefs d'Aincourt, Guiry-en-Vexin, Le Perchay, Lèvremont, Liancourt et Monneville; en Évrecin les fiefs du Bois-Gencelin à Saint-Sébastien-de-Morsent en 1469, Navarre près d’Évreux en 1462, et Pithienville à Bernienville ; et enfin, aux confins du Lieuvin, du Pays d'Auge et du Pays d'Ouche, non seulement les fiefs de La Chapelle-Gauthier, Le Faÿ à Saint-Quentin-des-Isles en 1690, mais encore les fiefs de La Factière, La Buctière et La Hauticaire, tous trois sis aux Jonquerets.
Les Guiry portaient ordinairement : « d’argent, à trois quintefeuilles de sable posées deux en chef et une en pointe. » Toutefois, certains membres de cette famille brisèrent, certains par « une bordure componée d’argent et de sable de douze pièces », d'autres seulement par les émaux, comme noble dame Marie, Antoinette de Guiry († en 1720), épouse depuis 1673 d’Adrien de Cacqueray, écuyer, sieur des Loges, laquelle fit enregistrer en l’Armorial général d’Alençon, dressé en vertu de l’arrêt du Conseil d’État rendu le 20 novembre 1696, en l'élection de Conches suivant l’ordre du registre premier : « d'argent, à trois quintefeuilles de gueules posées deux en chef et une en pointe ».
Le premier membre de cette famille possessionné aux Jonquerets et plus précisément seigneur de La Factière en 1469, fut Mgr Richard II de Guiry († avant 1491), chevalier, par ailleurs seigneur de Guiry-en-Vexin, Chaumont, Le Perchay, Liancourt, Longuesse, maréchal héréditaire des Vexins Normand et Français le 29 mai 1475, marié vers 1460 à damoiselle Robine de Baignard. Les héritiers de son petit-fils Martin de Guiry († entre 1558 et 1562), chevalier, seigneur de La Factière en 1558 et d’Aincourt, furent en 1562 taxés pour l’arrière-ban du bailliage d’Évreux à 40 livres, à cause du fief de La Factière, relevant de la vicomté d’Orbec. Petit-fils de ce dernier, Louis de Guiry († en 1657 aux Jonquerets), écuyer, seigneur de La Factière en 1616, et d’Aincourt, est mentionné dans l’aveu de la baronnie de Ferrières, rendu au Roi en 1604 par noble dame Charlotte Jouvenel des Ursins († en 1646) : « Item, noble homme Loys de Guiry, sieur de La Factière, tient par foy et hommaige de ma dicte baronnie un plain fief de haubert, nommey La Factière, du quel le chef est assis en la parroisse des Jonquerez, à laquelle il s'étend en autres parroisses des environs, au quel fief y a justice, jurisdiction, hommes, hommaiges, rentes en deniers, grains, oeufz, oiseaulz, relliefz, XIIIes et aultres droictures à fief de haubert appartenant. À cause du quel il m’est tenu en garde noble le cas offrant, et en quarante jours de garde en mon chasteau de Chambrais en temps d’ost, ainsy que les aultres tenant noblement de ma dicte baronnie, avecques rellief, XIIIes aydes feaulx et coustumières, quant ilz eschient et le cas s’offre, avec les aultres charges et subjections devant declarez. » Il épousa damoiselle Marie Giffart, fille de damoiselle Anne Le Vicomte.
Leur fils François Ier de Guiry (1624-1684), écuyer, sieur de La Hauticaire, fut inhumé le dimanche 10 décembre 1684 en l’église paroissiale Notre-Dame des Jonquerets. De sa femme damoiselle Marie Haubert († après 1681), elle-même fille de noble dame Marie de La Poterie (ca 1605 - 1692 aux Jonquerets), il eut notamment noble homme François II de Guiry (1660-1685 aux Jonquerets), écuyer, sieur de La Buctière puis de La Hauticaire en 1684. Marié le 14 mars 1682 aux Jonquerets à noble damoiselle Marie-Paule de Maurey (ca 1654-1738 Granchain), fille de maître Pierre Maurey († avant mars 1682), conseiller du roi et vicomte de Pacy, et de Blanche Le Musnier, sa femme, il en eut notamment noble damoiselle Marie-Paule de Guiry (ca 1683 - 1743 à Granchain), dame de La Buctière, qui épousa le 13 août 1705 à Granchain, noble homme François-Robert Ier de Liberge (ca 1682-1683 - après 1732), écuyer, seigneur et patron de Granchain. Leur fils Jacques V de Liberge (1711 à Granchain - après 1751), écuyer, seigneur de La Buctière, épousa peu après le 8 octobre 1743 noble damoiselle Françoise-Élisabeth d’Irlande de La Tréhardière († après 1770).

## Politique et administration

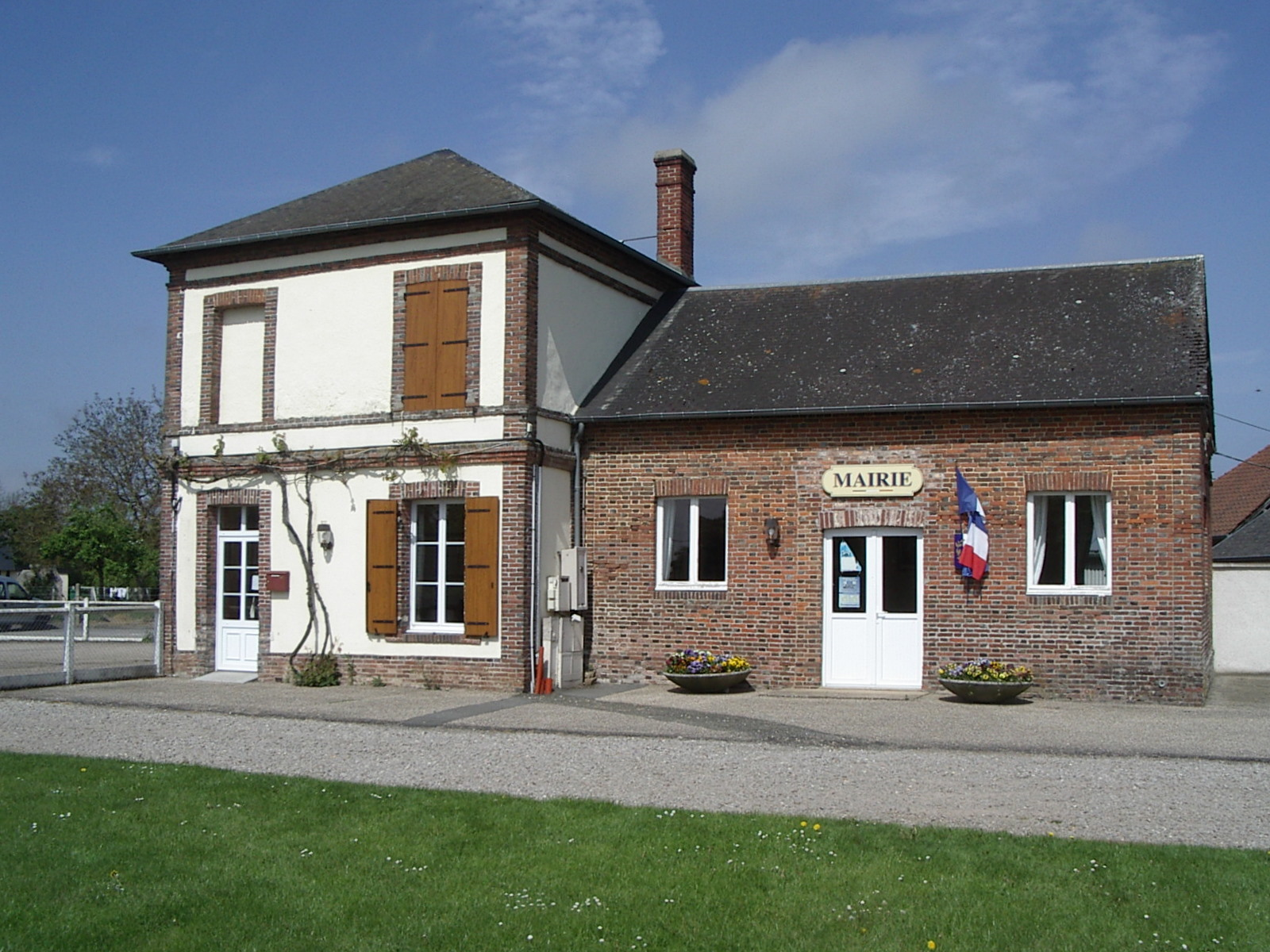
Mairie.

| Période                                  | Période  | Identité         | Étiquette | Qualité       |
| ---------------------------------------- | -------- | ---------------- | --------- | ------------- |
| mars 2001                                | 2014     | Michèle Benard   |           |               |
| mars 2014                                | En cours | Michèle Drappier | DVD       | Fonctionnaire |
| Les données manquantes sont à compléter. |          |                  |           |               |

## Démographie
L'évolution du nombre d'habitants est connue à travers les recensements de la population effectués dans la commune depuis 1793. À partir du 1er janvier 2009, les populations légales des communes sont publiées annuellement dans le cadre d'un recensement qui repose désormais sur une collecte d'information annuelle, concernant successivement tous les territoires communaux au cours d'une période de cinq ans. 
Pour les communes de moins de 10 000 habitants, une enquête de recensement portant sur toute la population est réalisée tous les cinq ans, les populations légales des années intermédiaires étant quant à elles estimées par interpolation ou extrapolation. Pour la commune, le premier recensement exhaustif entrant dans le cadre du nouveau dispositif a été réalisé en 2007,.
En 2013, la commune comptait 303 habitants, en évolution de +6,32 % par rapport à 2008 (Eure : +2,66 %, France hors Mayotte : +2,49 %).
| 1793 | 1800 | 1806 | 1821 | 1831 | 1836 | 1841 | 1846 | 1851 |
| ---- | ---- | ---- | ---- | ---- | ---- | ---- | ---- | ---- |
| 441  | 407  | 499  | 474  | 504  | 438  | 422  | 519  | 468  |

| 1856 | 1861 | 1866 | 1872 | 1876 | 1881 | 1886 | 1891 | 1896 |
| ---- | ---- | ---- | ---- | ---- | ---- | ---- | ---- | ---- |
| 454  | 408  | 418  | 398  | 376  | 360  | 333  | 317  | 317  |

| 1901 | 1906 | 1911 | 1921 | 1926 | 1931 | 1936 | 1946 | 1954 |
| ---- | ---- | ---- | ---- | ---- | ---- | ---- | ---- | ---- |
| 274  | 262  | 285  | 233  | 238  | 267  | 242  | 252  | 250  |

| 1962 | 1968 | 1975 | 1982 | 1990 | 1999 | 2007 | 2012 | 2013 |
| ---- | ---- | ---- | ---- | ---- | ---- | ---- | ---- | ---- |
| 278  | 225  | 213  | 220  | 221  | 264  | 284  | 291  | 303  |

## Lieux et monuments

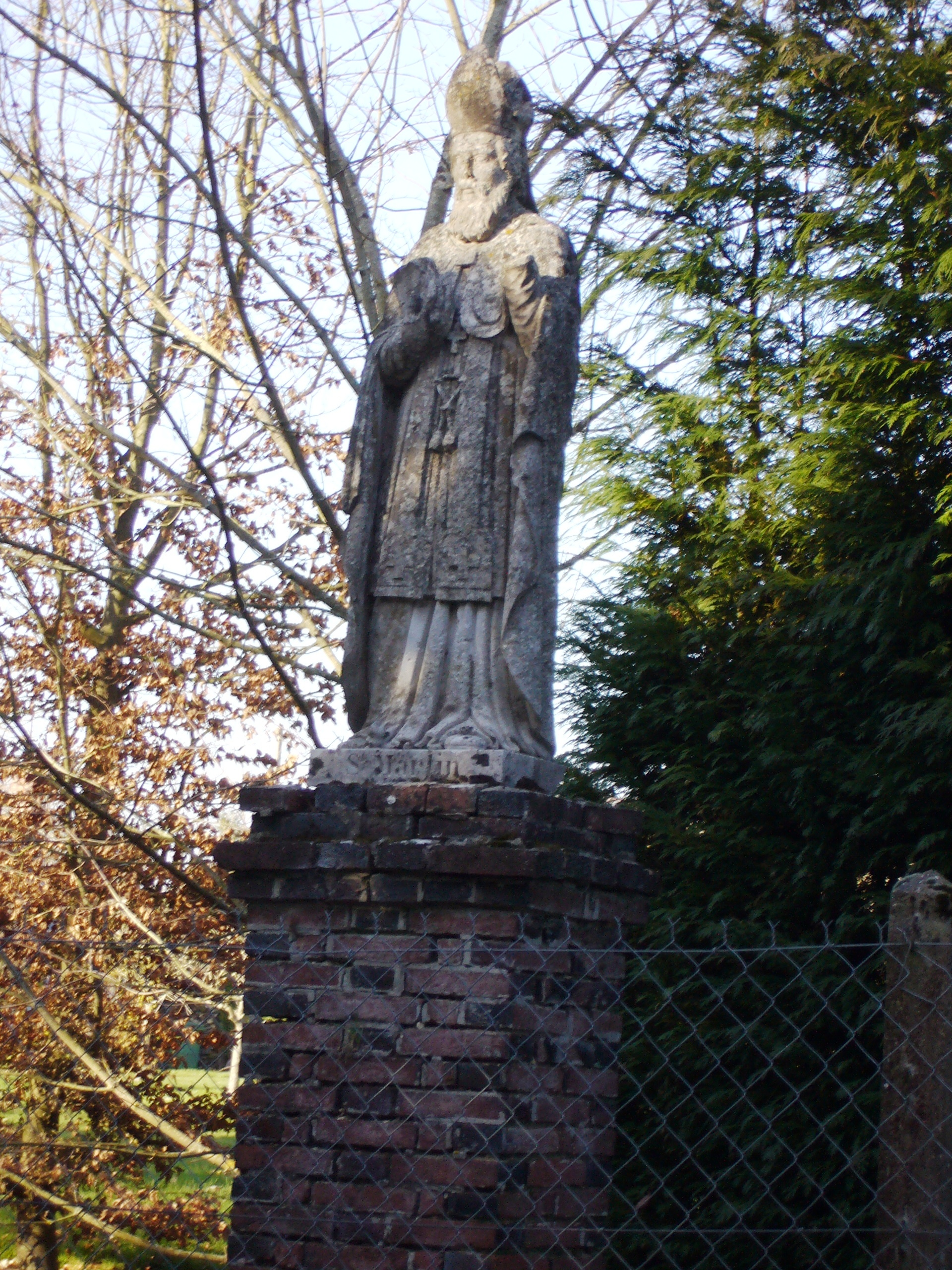
Saint-Martin.

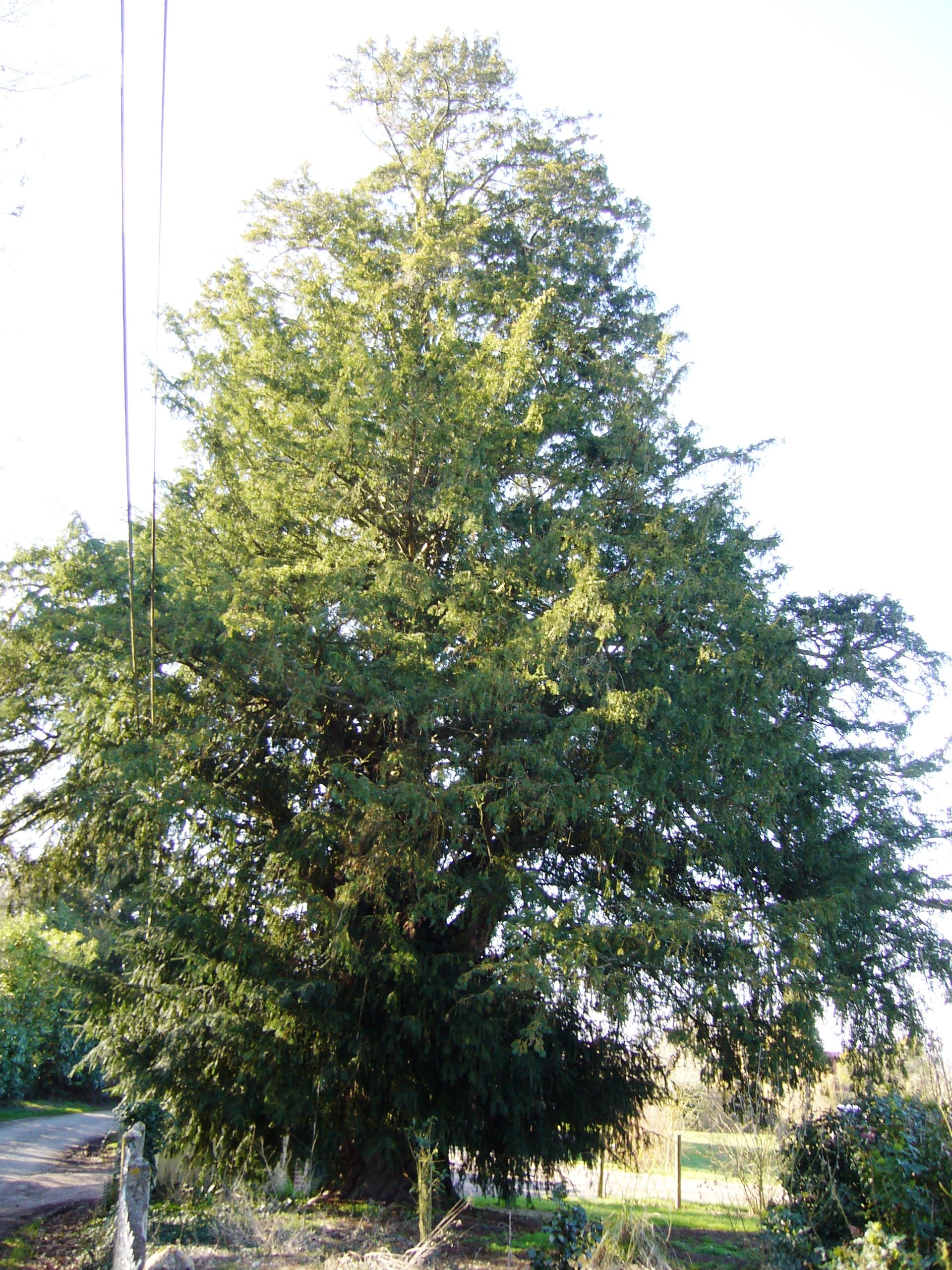
L'if témoin.

- Église Saint-Martin de Livet (pour mémoire)[26]
Les deux anciennes paroisses de Livet et des Jonquerets possédaient chacune leur église, mais l'église Saint-Martin de Livet a été détruite dans la première moitié du XIXe siècle. Seuls subsistent, à cet emplacement, une statue de saint Martin et à côté, l'if centenaire du cimetière.
- Église Notre-Dame[27]  Inscrite MH (1932)
L'église subsistante Notre-Dame présente les caractéristiques propres à un grand nombre de sanctuaires de Normandie, notamment du Pays d'Ouche : porche à colombage (XVIe siècle) à soubassement de cailloux de silex, nef en grès local avec un pignon-est en colombage, le tout datant du XVIe siècle et le remplage des baies appartient au gothique flamboyant. Seul le chœur est une réfection complète du XIXe siècle de style néogothique.
- Le pressoir a appartenu à la famille Faguet, dont certains membres furent seigneurs des Jonquerets. Il se trouvait depuis le XVIIIe siècle au lieu-dit La Factière (probablement *la Faguet-ière à l'origine), à environ un kilomètre du centre de la commune. À la fin du XXe siècle, il a été démonté pour être reconstruit au centre du village.
L'édifice rénové a été inauguré en septembre 2000. Il est aujourd'hui utilisé pour des manifestations culturelles.

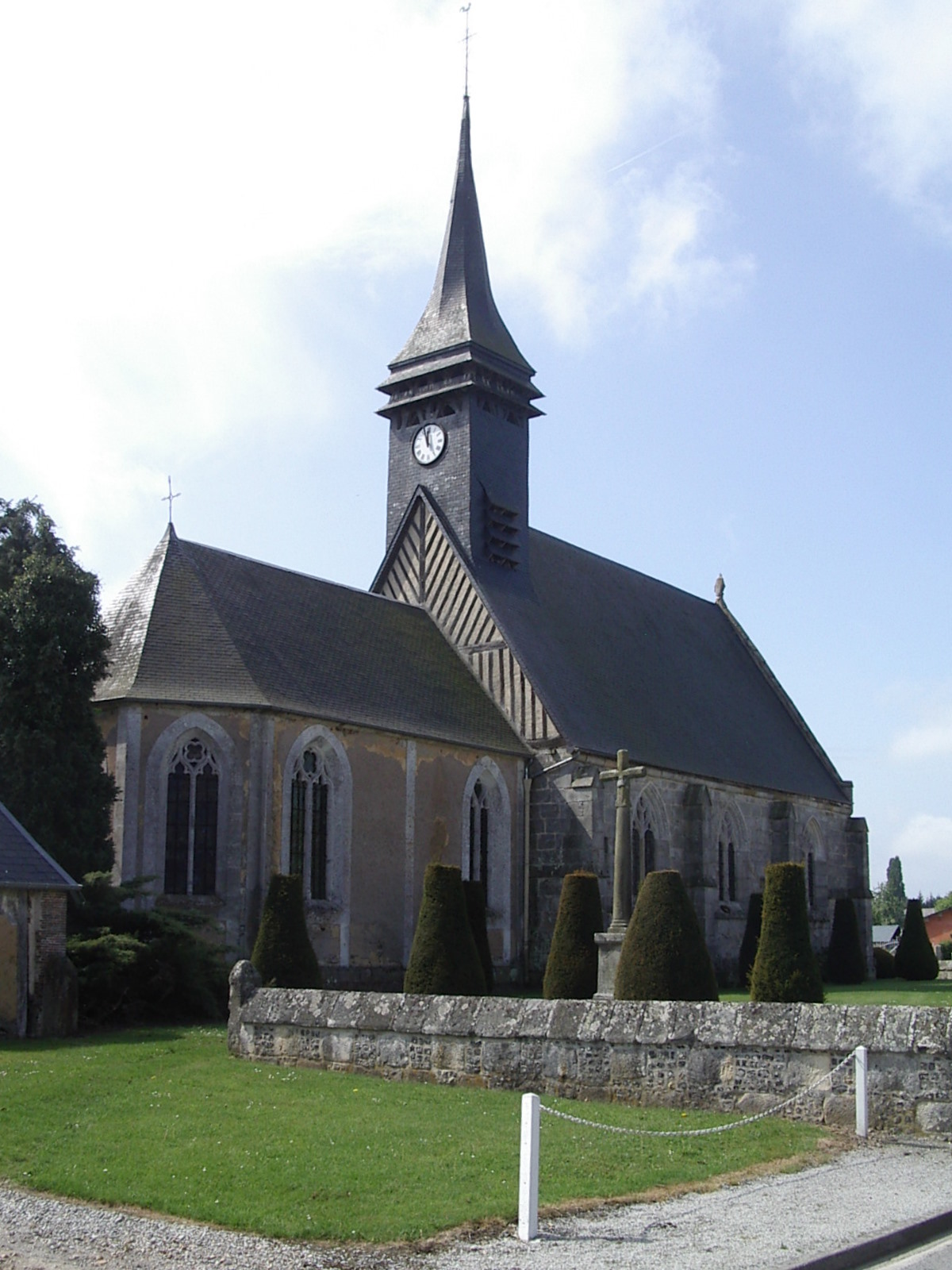
Église Notre-Dame
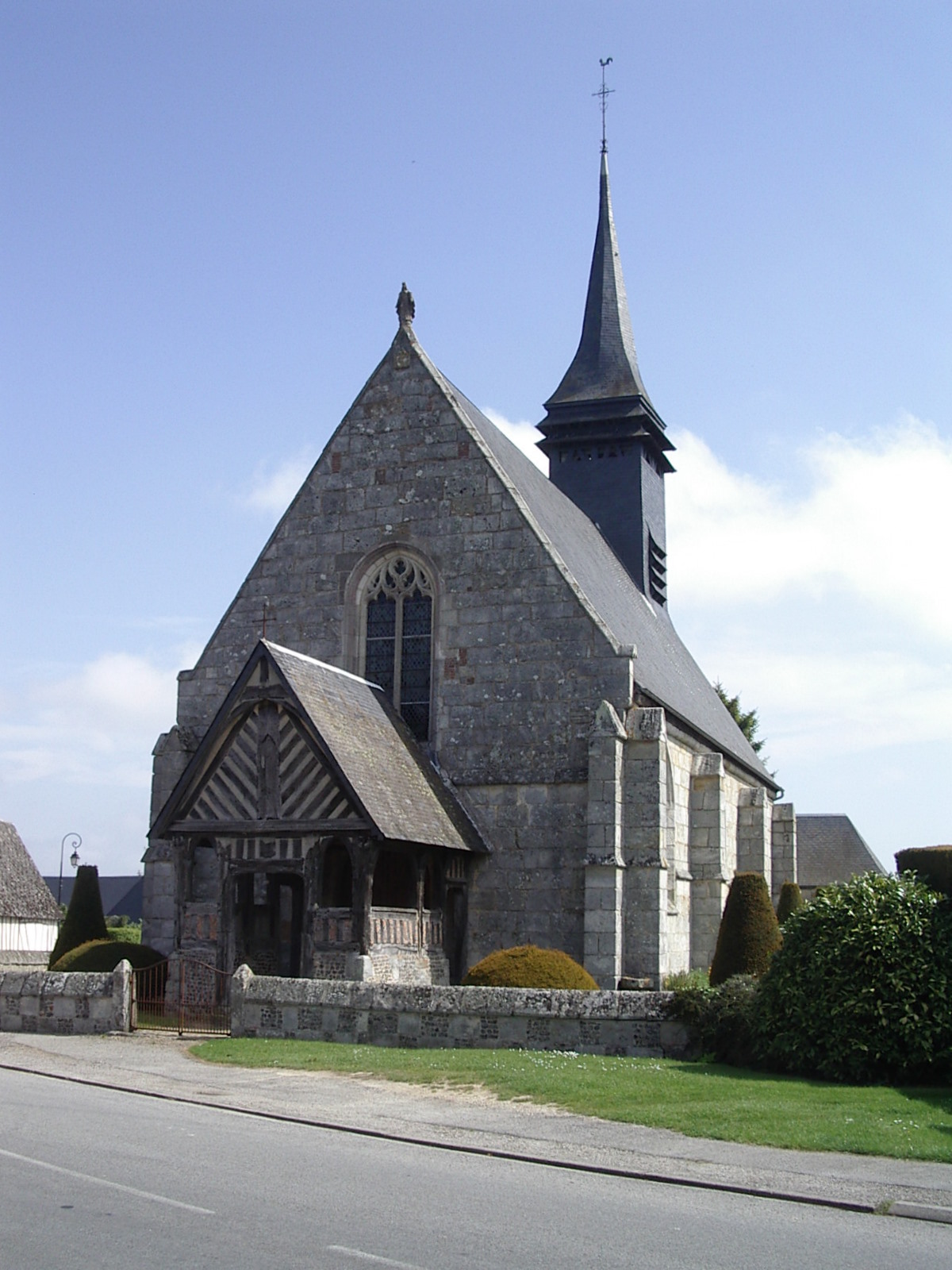
Église Notre-Dame
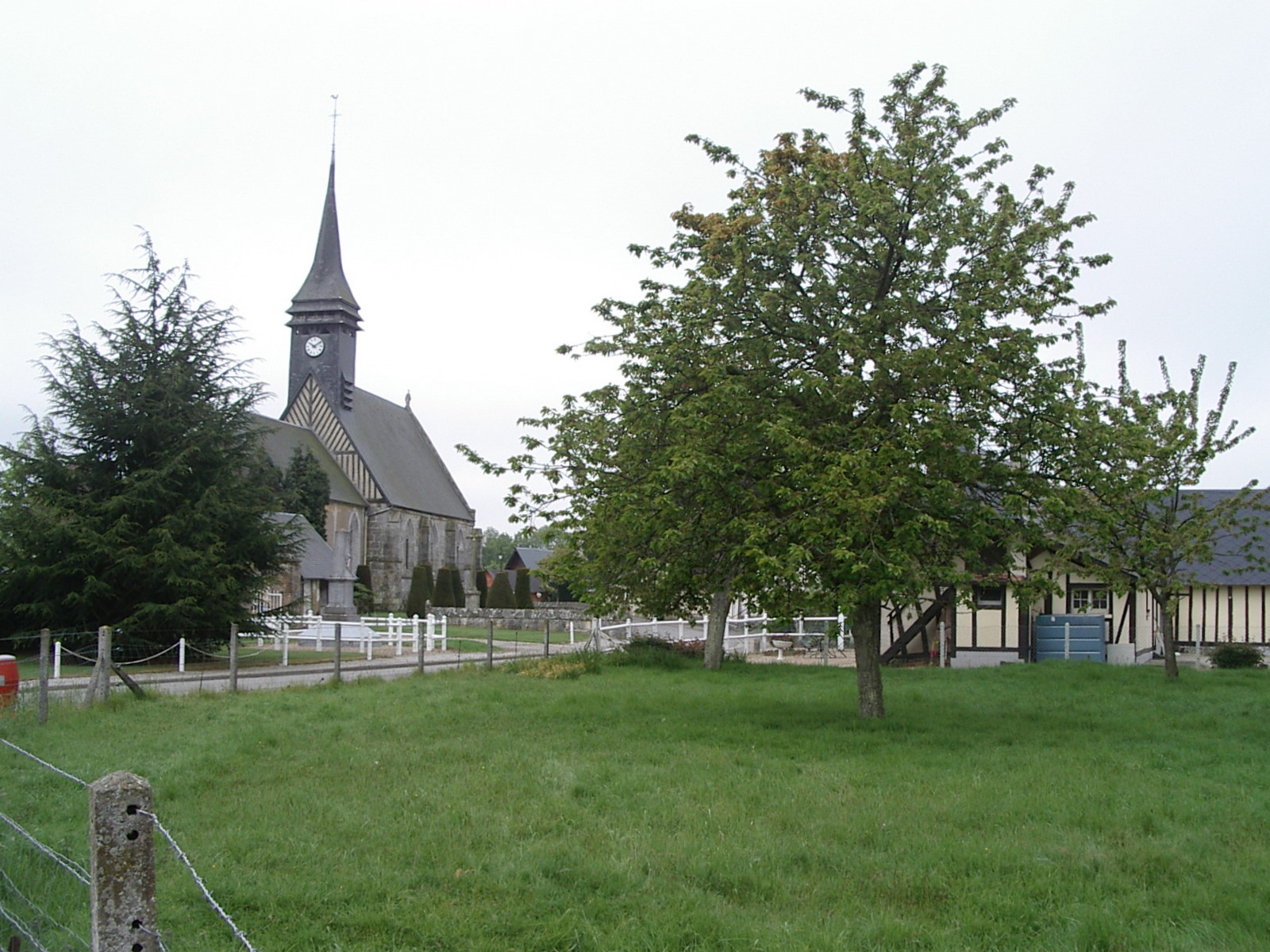
Un pâturage dans le village
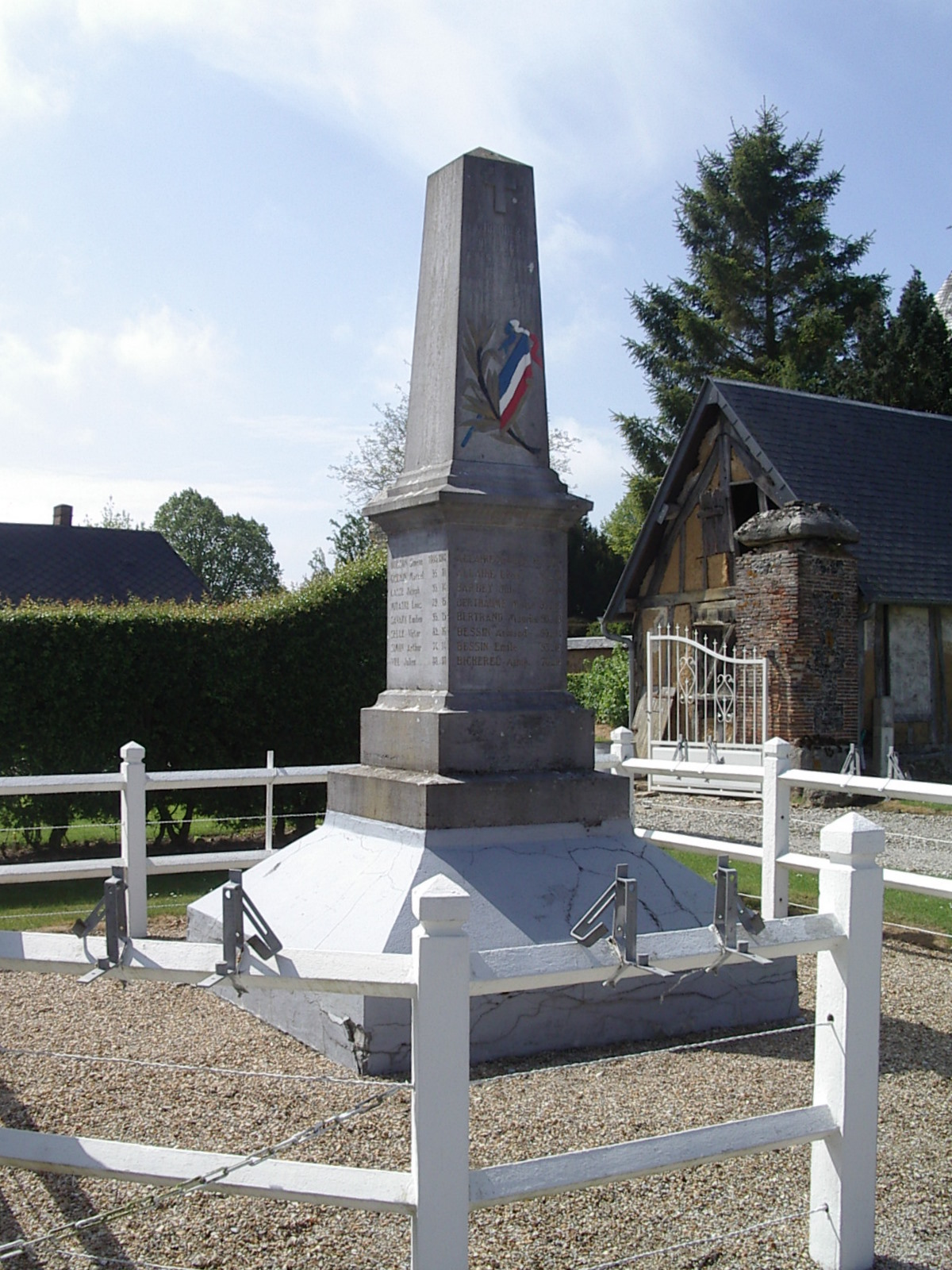
Monument aux morts

## Personnalités liées à la commune
- Famille de Livet, de noblesse ancienne, à l'origine des branches anglaise et française de la famille.
- Louis-René Gallery (1774-1843), chouan, compagnon de Louis de Frotté.